# Гута (Радомський повіт)
Гута (пол. Huta) — село в Польщі, у гміні Пйонки Радомського повіту Мазовецького воєводства.